# Chloe Cherry
Chloe Cherry, wcześniej znana jako Chloe Couture (ur. 23 sierpnia 1997 w Lancaster) – amerykańska aktorka, modelka i była aktorka pornograficzna. Karierę pornograficzną rozpoczęła w 2015 w Hussie Models, ostatecznie występując w ponad 200 filmach. W 2022 zadebiutowała na telewizyjnym ekranie jako Faye w serialu dla nastolatków HBO Euforia.

## Życiorys

### Wczesne lata
Urodziła się i dorastała w Lancaster w Pensylwanii. Opisuje swoje dorastanie jako „bardzo konserwatywne i nudne”. W liceum pracowała nad rocznikiem swojej szkoły, czytała poranne ogłoszenia i na krótki czas zarządzała zespołem.

### Kariera w branży porno
W 2015, tydzień po swoich osiemnastych urodzinach, przeprowadziła się do Miami, aby zostać aktorką pornograficzną i występowała pod pseudonimem Chloe Couture. Wkrótce podpisała kontrakt z agencją modelek pornograficznych Hussie Models, gdzie reprezentowała ją Riley Reynolds, zanim przeniosła się do Los Angeles i podpisała kontrakt ze Spiegler Girls. Swoją pierwszą scenę dla studia Reality Kings nagrała z Alexis Fawx w filmie Bring The Heat (2015). 
Brała udział w ponad 50 scenach DVD i internetowych dla kilku firm, w tym Airerose Entertainment, Amateur Allure, Brazzers, Colette, Devil’s Film, Dogfart, Evil Angel, Girlfriends Films, Girlsway, HardX, Hookup Hotshot, Kelly Madison, Mile High Media, Mofos, Nubiles, Porn Pros, Twistys, X-Art i Zero Tolerance. Wystąpiła w scenach gang bangu, rimmingu, bukkake i solowych. Swoją pierwszą scenę seksu analnego nagrała z Mikiem Adriano. 
W 2017 zmieniła pseudonim z Chloe Couture na Chloe Cherry z powodu pomyłki między nią a inną Chloe Couture. W latach 2017–2019 występowała dla studia Kink.com w scenach sadomasochistycznych takich jak uległość, cunnilingus, pegging, plucie i bicie. W kontrowersyjnym dramacie Pure Taboo Ojciec spuszczony ze smyczy (A Father Unleashed, 2018) zagrała 18–letnią Darlę, która angażuje się w czynności seksualne z przyrodnim wujem (Mick Blue) i ojczymem (Steve Holmes). Do 2019 zagrała w ponad 200 filmach pornograficznych i stała się popularna na Pornhubie, gdzie jej filmy uzyskały ponad 125 mln wyświetleń. Na początku pandemii COVID-19 zaczęła głównie używać OnlyFans do sprzedaży treści pornograficznych. W marcu 2022 ogłosiła, że odchodzi z branży porno.

### Obecność w kulturze masowej
W 2022 otrzymała rolę Faye, uzależnionej od narkotyków pracownicy seksualnej w drugim sezonie serialu HBO Euforia. Zanim dołączyła do obsady, wystąpiła w pornograficznej parodii tego samego serialu wraz z Jenną Foxx. Twórca serialu, Sam Levinson, znalazł Chloe Cherry na Instagramie i wysłał wiadomość pocztą elektroniczną z prośbą o przesłuchanie do roli Ami, striptizerki i narkomanki. Po dwóch wirtualnych przesłuchaniach, Cherry osobiście wzięła udział w przesłuchaniu w Los Angeles i otrzymała rolę Faye. Została uznana przez krytyków za jedną z wschodzących gwiazd produkcji.
W styczniu 2022, Cherry podpisała kontrakt z brytyjską agencją modelek, Anti-Agency London. Zadebiutowała na wybiegu w lutym 2022, chodząc dla LaQuan Smith podczas Tygodnia Mody w Nowym Jorku.

## Nagrody
| Rok  | Nagroda                    | Kategoria                                                                  | Film                           | Inni wykonawcy | Rezultat  |
| ---- | -------------------------- | -------------------------------------------------------------------------- | ------------------------------ | --- | --------- |
| 2017 | AVN Award                  | Nagroda fanów: najgorętsza debiutantka                                     | –                              | – | Nominacja |
| 2018 | Spank Bank Technical Award | Następna wielka raperka                                                    | –                              | – | Wygrana   |
| 2018 | Spank Bank Award           | Dziewczyna z sąsiedztwa… Tylko lepsza                                      | –                              | – | Wygrana   |
| 2018 | XBIZ Award                 | Najlepsza nowa gwiazdka                                                    | –                              | – | Nominacja |
| 2019 | AVN Award                  | Najlepsza scena solo / występ złośnicy                                     | Space Sluts (2018)             | – | Nominacja |
| 2019 | AVN Award                  | Najlepsza aktorka w filmie fabularnym                                      | Blind Surprise (2018)          | – | Nominacja |
| 2019 | Spank Bank Award           | Znawczyni Daisy Chain                                                      | –                              | – | Wygrana   |
| 2019 | Spank Bank Technical Award | Najsłodsza brudna dziewczyna                                               | –                              | – | Wygrana   |
| 2020 | XBIZ Award                 | Najlepsza scena sersku – rzeczywistość wirtualna                           | Dirty Little Fuck Thing (2019) | Maya Kendrick, Mickey Mod i Tommy Pistol | Nominacja |
| 2020 | AVN Award                  | Najlepsza scena seksu grupowego samych dziewcząt                           | Whipped Ass 44175 (2019)       | Ashlee Juliet i Gia DiMarco | Nominacja |
| 2020 | AVN Award                  | Najlepsza scena seksu w wirtualnej rzeczywistości                          | Stolen: Director’s Cut (2018)  | Demi Sutra, Lauren Phillips, Whitney Wright i Logan Long | Nominacja |
| 2020 | AVN Award                  | Nagroda fanów: najbardziej epicki tyłek                                    | –                              | – | Nominacja |
| 2020 | Spank Bank Award           | Napluta upieczona supergwiazda roku                                        | –                              | – | Wygrana   |
| 2020 | Spank Bank Award           | Gwiazda roku wirtualnej rzeczywistości                                     | –                              | – | Wygrana   |
| 2020 | Spank Bank Technical Award | Zabawna personifikacja                                                     | –                              | – | Wygrana   |
| 2020 | Spank Bank Technical Award | Najbardziej zwodnicza kombinacja „niewinnego spojrzenia / brudnego umysłu” | –                              | – | Wygrana   |
| 2021 | AVN Award                  | Najlepsza scena seksu grupowego                                            | Fuck Club 3 (2019)             | Brad Newman, Casey Calvert, Hans, India Summer, Jennifer White, Jillian Janson, Juan El Caballo Loco, Karma RX, Alex Jett, Paige Owens, Tiffany Watson i Chad Alva | Nominacja |
| 2021 | XRCO Award                 | Niesamowita analityczka                                                    | –                              | – | Nominacja |
| 2022 | XRCO Award                 | Niedoceniona syrena                                                        | –                              | – | Nominacja |
| 2023 | AVN Award                  | Przedsięwzięcie roku głównego nurtu                                        | –                              | – | Nominacja |